# Жуковский, Павел Тимофеевич
Павел Тимофеевич Жуковский (1833—1900) — казанский городской архитектор, владелец кирпичных заводов, статский советник. Брат академика архитектуры А. Т. Жуковского.

## Биография
Родился в 1833 году. Происходил из обер-офицерских детей.
В 1854 году окончил Петербургское строительное училище со званием архитекторского помощника и правом на чин X класса. Работал в Казанской губернской строительной дорожной комиссии (1854—1866): городской архитектор в 1856—1858 годах; старший городской архитектор в 1858—1866 годах.
С 1871 года — в отставке, занимался частной практикой.
Кавалер орденов: Св. Станислава 2-й степени и Св. Владимира 4-й степени.
Был женат на Наталье Осиповне Осиновой. Имел в Казани каменный двухэтажный дом, а Царевококшайском уезде — 478 десятин леса; за женой числилось при д. Нерядовой Чебоксарского уезда 31 десятина земли.
Умер в Казани в 1900 году.
Род был внесён в 3-ю часть дворянской родословной книги Казанской губернии по определению Казанского дворянского депутатского собрания от 19 января 1871 года и утверждён указом Герольдии от 22 февраля 1871 года.

## Проекты и постройки
- Церковь Илии Пророка в Ильинском. Перестройка, 1860[4].
- здание Казанской психиатрической больницы (совместно с А. Т. Жуковским и др.). Расширение и пристройки, с 1873[5][6].
- Здание Александровского детского приюта, 1889[6].

## Комментарии
1. ↑  У П. Т. Жуковского имелось два кирпичных завода в Казани. Самые большие объёмы производства кирпича была у его предприятий, так же, как там была самая высокая оплата рабочих занятых в кирпичном производстве по Казанской губернии[1].